# Стрільба на Літній універсіаді 2013
Змагання із стрільби на XXVII Всесвітній літній Універсіаді пройшли 12-17 липня 2013 року у Казані, Росія.

## Медалі

### Загальний залік
| Місце  | Країна               | Золото | Срібло | Бронза | Загалом |
| ------ | -------------------- | ------ | ------ | ------ | ------- |
| 1      | Росія (RUS)          | 12     | 8      | 5      | 25      |
| 2      | Китай (CHN)          | 9      | 8      | 10     | 27      |
| 3      | Італія (ITA)         | 3      | 5      | 1      | 9       |
| 4      | Україна (UKR)        | 2      | 1      | 1      | 4       |
| 5      | Південна Корея (KOR) | 1      | 5      | 3      | 9       |
| 6      | Таїланд (THA)        | 1      | 4      | 2      | 7       |
| 7      | Чехія (CZE)          | 1      | 1      | 3      | 5       |
| 8      | Франція (FRA)        | 1      | 0      | 2      | 3       |
| 8      | Казахстан (KAZ)      | 1      | 0      | 2      | 3       |
| 10     | Австралія (AUS)      | 1      | 0      | 0      | 1       |
| 10     | Німеччина (GER)      | 1      | 0      | 0      | 1       |
| 10     | Японія (JPN)         | 1      | 0      | 0      | 1       |
| 13     | Монголія (MGL)       | 0      | 1      | 1      | 2       |
| 13     | Польща (POL)         | 0      | 1      | 1      | 2       |
| 15     | Словаччина (SVK)     | 0      | 0      | 2      | 2       |
| 16     | Сербія (SRB)         | 0      | 0      | 1      | 1       |
| Всього | Всього               | 34     | 34     | 34     | 102     |

### Чоловіки

#### Індивідуальні змагання
| Пневматичний пістолет, 10 метрів                    | Май Цзяцзє · Китай (CHN)        | Пан Вей · Китай (CHN)               | Павел Свєтік · Чехія (CZE)           |  |  |  |
| Пневматична гвинтівка, 10 метрів                    | Лю Чжигоу · Китай (CHN)         | Назар Лугинець · Росія (RUS)        | Сергій Круглов · Росія (RUS)         |  |  |  |
|                                                     |                                 |                                     |                                      |  |  |  |
| Стандартний пістолет, 25 метрів                     | Леонід Єкімов · Росія (RUS)     | Лі Юехон · Китай (CHN)              | Клемент Бессаго · Франція (FRA)      |  |  |  |
| Швидкісний пістолет, 25 метрів                      | Боріс Артод · Франція (FRA)     | Леонід Єкімов · Росія (RUS)         | Дін Фен · Китай (CHN)                |  |  |  |
| Пістолет, 50 метрів                                 | Пан Вей · Китай (CHN)           | Сео Деок-Вон · Південна Корея (KOR) | Май Цзяцзє · Китай (CHN)             |  |  |  |
|                                                     |                                 |                                     |                                      |  |  |  |
| Швидкісний пістолет, 50 метрів                      | Сергій Каменський · Росія (RUS) | Кан Хонвей · Китай (CHN)            | Кім Хйон Джун · Південна Корея (KOR) |  |  |  |
| Дрібнокаліберна гвинтівка, 50 метрів, три положення | Назар Лугинець · Росія (RUS)    | Кан Хонвей · Китай (CHN)            | Томаш Бартнік · Польща (POL)         |  |  |  |
|                                                     |                                 |                                     |                                      |  |  |  |
| Скит                                                | Томаш Нидрле · Чехія (CZE)      | Таммаро Кассандро · Італія (ITA)    | Якуб Томачек · Чехія (CZE)           |  |  |  |
| Трап                                                | Юрій Нікандров · Україна (UKR)  | Валеріо Гразіні · Італія (ITA)      | Сімоне Проспері · Італія (ITA)       |  |  |  |
| Дубль-трап                                          | Антоніо Барілла · Італія (ITA)  | Ян Іян · Китай (CHN)                | Михайло Лейбо · Росія (RUS)          |  |  |  |

#### Командні змагання
| Пневматичний пістолет, 10 метрів                    | Південна Корея (KOR) · Сео Деок-Вон · Лі Дае Мьюн · Кім Тае Йон    | Китай (CHN) · Пан Вей · Май Цзяцзє · Гуо Сюкай                     | Росія (RUS) · Микола Кілін · Леонід Єкімов · Олексій Яськевич            |  |  |  |
| Пневматична гвинтівка, 10 метрів                    | Китай (CHN) · Лю Чжигоу · Cao Yifei · Liu Lilong                   | Росія (RUS) · Назар Лугинець · Сергій Каменський · Сергій Круглов  | Південна Корея (KOR) · Парк Сунхьон · Джон ДжеюлПарк Сунхьон · Лі Джовон |  |  |  |
|                                                     |                                                                    |                                                                    |                                                                          |  |  |  |
| Стандартний пістолет, 25 метрів                     | Китай (CHN) · Лі Юехон · Дін Фен · Пан Вей                         | Росія (RUS) · Леонід Єкімов · Андрій Щепетков · Дмитро Брайко      | Південна Корея (KOR) · Rsv Джунхон · Чой Йонхоо · Кім Даейон             |  |  |  |
| Швидкісний пістолет, 25 метрів                      | Росія (RUS) · Олександр Аліфіренко · Дмитро Брайко · Леонід Єкімов | Південна Корея (KOR) · Кім Джунхон · Кім Даейоон · Чой Йонхоо      | Франція (FRA) · Боріс Артод · Клемент Бессаго · Томас Делакурт           |  |  |  |
| Пістолет, 50 метрів                                 | Росія (RUS) · Леонід Єкімов · Микола Кілін · Сергій Червяковський  | Південна Корея (KOR) · Лі Дае Мьюн · Сео Деок-Вон · Джан Джінхьок  | Китай (CHN) · Май Цзяцзє · Пан Вей · Чен Гуопен                          |  |  |  |
|                                                     |                                                                    |                                                                    |                                                                          |  |  |  |
| Швидкісний пістолет, 50 метрів                      | Китай (CHN) · Кан Хонвей · Сао Іфей · Лань Сін                     | Польща (POL) · Томаш Бартнік · Павел П'єтрук · Бартош Ясєцький     | Росія (RUS) · Сергій Каменський · Назар Лугинець · Кирило Григорян       |  |  |  |
| Дрібнокаліберна гвинтівка, 50 метрів, три положення | Китай (CHN) · Кан Хонвей · Сао Іфей · Лань Сін                     | Росія (RUS) · Назар Лугинець · Сергій Круглов · Кирило Григорян    | Сербія (SRB) · Ігор Чотра · Мілютін Стефанович · Борислав Мазінянін      |  |  |  |
|                                                     |                                                                    |                                                                    |                                                                          |  |  |  |
| Скит                                                | Росія (RUS) · Олександр Землін · Роман Сенцов · Микола Теплий      | Італія (ITA) · Марко Саблоне · Джанкарло Тацца · Таммаро Кассандро | Чехія (CZE) · Якуб Новота · Якуб Томачек · Томаш Нидрле                  |  |  |  |
| Трап                                                | Італія (ITA) · Дієго Меоні · Сімоне Проспері · Валеріо Гразіні     | Чехія (CZE) · Мартін Дворжак · Радім Седлячек · Ян Привара         | Словаччина (SVK) · Міхал Сламка · Матус Дудо · Баріс Станко              |  |  |  |
| Дубль-трап                                          | Росія (RUS) · Олександр Фурасев · Артем Некрасов · Михайло Лейбо   | Італія (ITA) · Андреа Міотто · Антоніо Барілла · Алессандро Чянесе | Китай (CHN) · Мо Цзяньцзє · Ян Іян · Вен Баолу                           |  |  |  |

### Жінки

#### Індивідуальні змагання
| Пневматичний пістолет, 10 метрів                    | Любов Яськевич · Росія (RUS)        | Таняпорн Пруксакорн · Таїланд (THA) | Су Юлін · Китай (CHN)               |  |  |  |
| Пневматична гвинтівка, 10 метрів                    | Марен Предігер · Німеччина (GER)    | Ю Дан · Китай (CHN)                 | Нандінзая Ганхауяг · Монголія (MGL) |  |  |  |
|                                                     |                                     |                                     |                                     |  |  |  |
| Пістолет, 25 метрів                                 | Олена Костевич · Україна (UKR)      | Ганна Мастяніна · Росія (RUS)       | Таняпорн Пруксакорн · Таїланд (THA) |  |  |  |
|                                                     |                                     |                                     |                                     |  |  |  |
| Швидкісний пістолет, 50 метрів                      | Май Тойші · Японія (JPN)            | Танялак Чотфібунсін · Таїланд (THA) | Яна Гиблерова · Словаччина (SVK)    |  |  |  |
| Дрібнокаліберна гвинтівка, 50 метрів, три положення | Ма Хон · Китай (CHN)                | Квон На Ра · Південна Корея (KOR)   | Лі Пейцзин · Китай (CHN)            |  |  |  |
|                                                     |                                     |                                     |                                     |  |  |  |
| Скит                                                | Ісарапа Імпрасерцук · Таїланд (THA) | Хуан Сіхуе · Китай (CHN)            | Альбіна Шакірова · Росія (RUS)      |  |  |  |
| Трап                                                | Катрін Скіннер · Австралія (AUS)    | Сільвана Станко · Італія (ITA)      | Чжан Даньдань · Китай (CHN)         |  |  |  |

#### Командні змагання
| Пневматичний пістолет, 10 метрів                    | Росія (RUS) · Любов Яськевич · Катерина Коршунова · Дар'я Даніліна         | Південна Корея (KOR) · Рарк Джі Вон · Парк Є Сол · Чо Мун Хйон                        | Таїланд (THA) · Таняпорн Пруксакорн · Каноккан Чаймонгкол · Паттарсуда Совса-Нга |  |  |  |
| Пневматична гвинтівка, 10 метрів                    | Росія (RUS) · Дар'я Вдовіна · Поліна Хорошева · Ганна Жукова               | Монголія (MGL) · Нандінзая Ганхауяг · Янджинлхам олзвойбаатар · Нарантуя Чулуунбадрах | Китай (CHN) · Лі Пейцзин · Ю Дан · Ван Вейян                                     |  |  |  |
|                                                     |                                                                            |                                                                                       |                                                                                  |  |  |  |
| Пістолет, 25 метрів                                 | Росія (RUS) · Любов Яськевич · Ганна Мастяніна · Катерина Коршунова        | Україна (UKR) · Олена Костевич · Катерина Дьомкіна · Марта Бойчук                     | Китай (CHN) · Су Юлін · Чжан Цзінцзін · Чжоу Квінюань                            |  |  |  |
|                                                     |                                                                            |                                                                                       |                                                                                  |  |  |  |
| Швидкісний пістолет, 50 метрів                      | Казахстан (KAZ) · Олеся Шегіревич · Юлія Морозова · Олександра Малиновська | Таїланд (THA) · Танялак Чотфібунсін · Сунунта Майчачееп · Вітчуда Пічітканьянакул     | Україна (UKR) · Дар'я Шаріпова · Євгенія Борисова · Тетяна Тарасенко             |  |  |  |
| Дрібнокаліберна гвинтівка, 50 метрів, три положення | Китай (CHN) · Лі Пейцзин · Ма Хон · Ю Дан                                  | Росія (RUS) · Дар'я Вдовіна · Поліна Хорошева · Валентина Протасова                   | Казахстан (KAZ) · Олеся Шегіревич · Юлія Морозова · Олександра Малиновська       |  |  |  |
|                                                     |                                                                            |                                                                                       |                                                                                  |  |  |  |
| Скит                                                | Росія (RUS) · Надія Коновалова · Анастасія Крахмалева · Альбіна Шакірова   | Таїланд (THA) · Нутчая Сут-Арпорн · Ісарапа Імпрасерцук · Нутча Сут-Арпорн            | Казахстан (KAZ) · Ельвіра Акчуріна · Ангеліна Міщук · Жанія Айдарханова          |  |  |  |
| Трап                                                | Італія (ITA) · Сільвана Станко · Еріка Профумо · Федеріка Капорусчіо       | Росія (RUS) · Олександра Алексеєєва · Тетяна Барсук · Світлана Крашеніннікова         | Китай (CHN) · Чжу Цзін'ю · Ван Шуїн · Чжан Даньдань                              |  |  |  |